# Kurt Weill
Kurt Weill (født 2. marts 1900 i Dessau, Tyskland, død 3. april 1950 i New York City, New York, USA) var en tyskfødt amerikansk komponist, bosat i USA fra 1935.
I 1928 skrev han Die Dreigroschenoper (dansk: ~ Laser og Pjalter) sammen med Bertolt Brecht, som han samarbejdede med om flere operaer, bl.a. Aufstieg und Fall der Stadt Mahagonny (dansk: ~ Byen Mahognis storhed og fald).
Har skrev operaer, to symfonier, orkestermusik, en violinkoncert m.m.
Fra Aufstieg und Fall der Stadt Mahagonny stammer sangen "Alabama Song", som rockgruppen The Doors indspillede en version af på albummet The Doors. Også David Bowie har fremført dette nummer.